# Clementine von Münchhausen
Clementine Freifrau von Münchhausen (geboren 17. Mai 1849 in Poschwitz als Clementine Henriette Pauline Elisabeth von der Gabelentz; gestorben 21. Januar 1913 in Hannover) war eine deutsche Textil- und Stickkünstlerin, Textilforscherin und Dendrologin sowie Heraldikerin.

## Leben

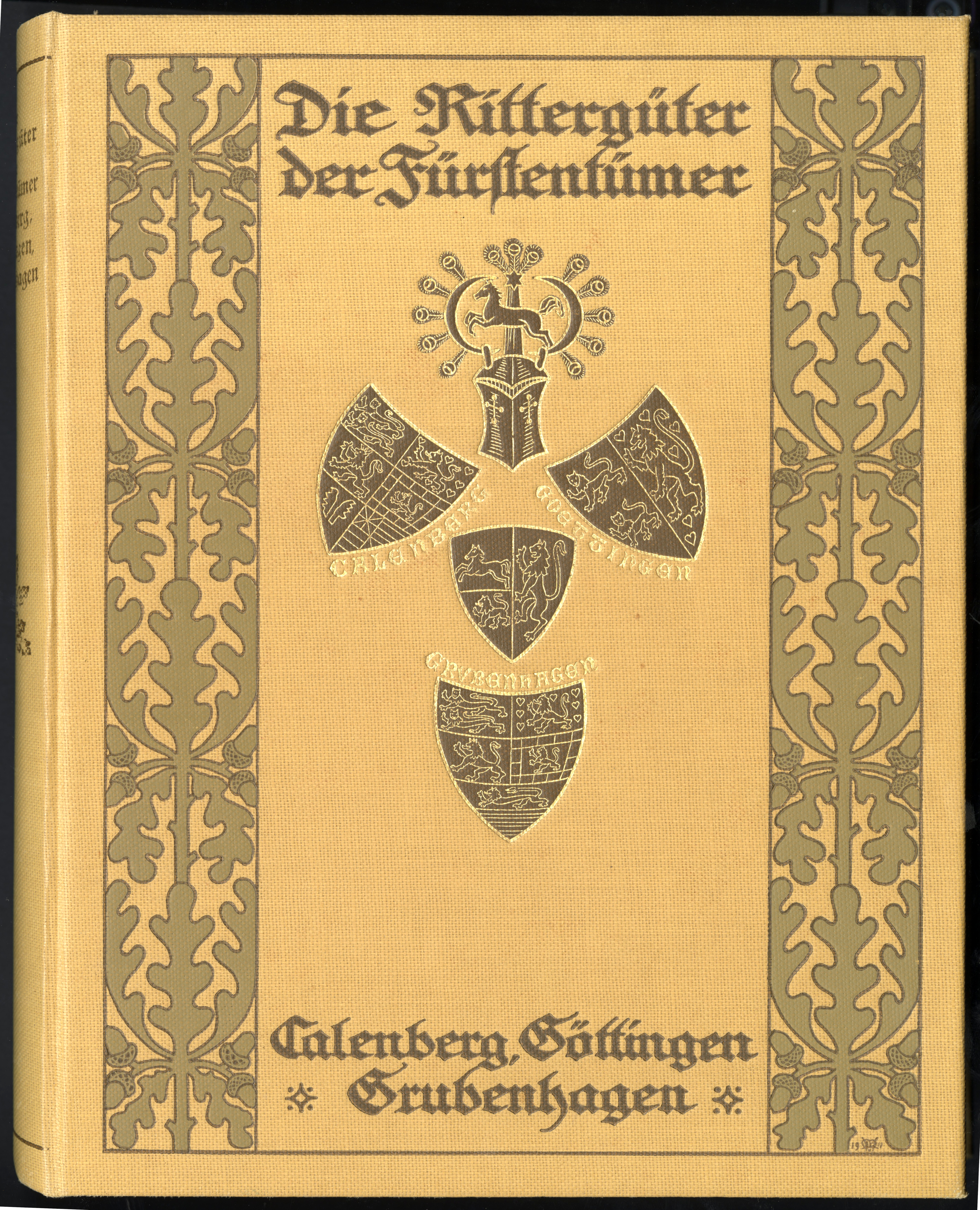
1911 datierte und von der Künstlerin signierte Buchdeckel-Illustration mit Wappen für „Die Rittergüter der Fürstentümer Calenberg, Göttingen und Grubenhagen“

Clementine von Münchhausen war die jüngste Tochter des sachsen-altenburgischen Ministers und Sprachforschers Hans-Conon von der Gabelentz. Sie wuchs auf Gut Poschwitz bei Altenburg auf. Seit frühester Kindheit zeigte sie großes Interesse für das Forschungsfeld ihres Vaters. Ihr Vater hatte 86 Sprachen wissenschaftlich untersucht und 40 asiatische Grammatiken veröffentlicht. Clementine soll Freude daran gehabt haben, Lieder auf Chinesisch zu singen oder das Einmaleins in verschiedenen Sprachen aufzusagen. Da ihr als Frau ihrer Zeit eine akademische Ausbildung verwehrt blieb, bildete sie sich privat weiter. Sie war sehr in Sprachgeschichte bewandert.
1873 heiratete sie den hannoverschen Rechtsreferendar Börries von Münchhausen. 1880 kaufte das Ehepaar die verfallende Burgruine Windischleuba. Sie ließen die Ruine nach denkmalpflegerischen Gesichtspunkten wieder aufbauen. Clementine vertiefte sich in die Thematik „mittelalterliche Stickereien“ und wurde bald zu einer gefragten Expertin. Sie arbeitete die alten Stickereien nach und veröffentlichte wissenschaftliche Publikationen darüber. Zusätzlich präsentierte sie sie auf Kunst- und Gewerbeausstellungen. Sie war aber auch der zeitgenössischen Kunst gegenüber aufgeschlossen und pflegte Kontakt zu den Worpswerder Malern Fritz Mackensen, Otto Modersohn und Heinrich Vogeler. Eine enge Freundschaft pflegte sie bis an ihr Lebensende auch mit der Schriftstellerin Agnes Miegel, die zeitweise mit ihrem Sohn Börries ein lockeres Verhältnis eingegangen war. In ihrem Briefverkehr mit Miegel beklagten sie sich oft über die Arroganz der männlichen Führungsschicht, die die Frauen oft verkannte und sie in ihrem Erfolg behinderte.